# Новосільська сільська громада
Новосільська сільська громада — колишня об'єднана територіальна громада в Україні, у Підволочиському районі Тернопільської области. Адміністративний центр — с. Нове Село.
Площа громади — 91,8 км², населення — 3596 осіб (до 2020).
Утворена 31 липня 2015 року шляхом об'єднання Гнилицької, Лисичинської, Новосільської сільських рад Підволочиського району.
12 червня 2020 року громада була ліквідована і увійшла до Скориківської сільської громади.

## Населені пункти
До складу громади входили 8 сіл:
- Гнилиці
- Гнилички
- Голошинці
- Козярі
- Лисичинці
- Нове Село
- Сухівці
- Шельпаки